# Половков, Иван Петрович
Иван Петрович Половков (9 декабря 1926, Ростовская область— 3 января 2022, Москва) — исследователь и изобретатель в области генерации сверхвысоких частот СВЧ, Лауреат Государственной премии СССР (1989) и Кавалер орденов Трудового Красного Знамени(1976) и Отечественной войны I степени, Кандидат Технических Наук (1964), Старший научный сотрудник по специальности радиопередающие устройства (1970), участник Великой Отечественной войны 1941-45 гг., медаль За боевые заслуги (1944).

## Биография
Иван Петрович родился 09 декабря 1926 года в Ростовской области. Призван в армию в июне 1943 г. в возрасте 16 с половиной лет. Рядовым артиллеристом воевал в составе Юго-Западного фронта (1943-45 г.г.) в годы ВОВ. Был дважды ранен. Награждён медалью «За боевые заслуги» (1944). Был демобилизован в 1950 г. и поступил в Московский Авиационный Институт (МАИ). Окончив МАИ (1956) по специальности авиационная радиотехника, поступил на работу в Московский научно-исследовательский институт приборостроения (сейчас носит название ОАО Концерн радиостроения «Вега»), где проработал до 1994 г. В те годы институт носил название Центральное конструкторское бюро № 17 (ЦКБ-17), а позже был переименован в НИИ-17.
С 1975 г. он занимал должности начальник лаборатории и заместителя начальника отдела Московского научно-исследовательского института приборостроения. Параллельно с основной работой преподавал в МИРЭА, являясь доцентом по кафедре Радиотехнических Устройств и Систем.
Под его непосредственным руководством разрабатывались передающие устройства как непрерывного действия для допплеровских измерителей скорости, так и устройств импульсных РЛС. Он внёс существенный вклад в разработку методов стабилизации частоты генераторов СВЧ. В 1980-х годах его лаборатория разрабатывала и исследовала целиком полупроводниковые передающие устройства СВЧ высокой мощности с суммированием мощностей отдельных модулей на радиальном сумматоре.

## Награды
В 1989 году постановлением Совета Министров СССР «За работу в области радиолокации» начальник лаборатории института Половков И. П. был удостоен Государственной премии СССР в составе научного коллектива;
- Орден трудового Красного Знамени (1976);
- Орден Отечественной войны I степени (1985).
- Медаль «За боевые заслуги» (1944).

## Личная жизнь
Был женат на Евгении Николаевне Половковой (1930—2016).

## Работы
- Половков И. П. Стабилизация частоты генераторов СВЧ внешним объемным резонатором. — М.: Сов. радио, 1967.
- Виноградный А. В., Половков И. П.  Устройство суммирования СВЧ мощностей. Патент 807480, опубликовано 23.02.81. Заявлено 30.01.76.